# Aspicarpa sericea
Aspicarpa sericea är en tvåhjärtbladig växtart som beskrevs av August Heinrich Rudolf Grisebach. Aspicarpa sericea ingår i släktet Aspicarpa och familjen Malpighiaceae. Inga underarter finns listade i Catalogue of Life.